# Dværgpapegøje
Dværgpapegøjer er små papegøjer fra det afrikanske kontinent. Deres latinske navn er Agapornis, der er en sammensætning af agape = kærlighed og ornis = fugl, dvs. kærlighedsfugl. På engelsk betegnes de også lovebirds. Dette navn kommer af at de holder sammen som par hele livet, og det er meget typisk at se dem sidde tæt sammen og nusse og pudse hinandens fjer. 

## Udseende
Dværgpapegøjer har en længde på omkring 13-17 cm og deres vægt varierer mellem 40 og 60 g. Det er de mindste papegøjer i verden. De er kendetegnet ved at have en robust bygning, en kort hale og et relativt stort næb, sammenlignet med deres totale størrelse. Dværgpapegøjer er naturligt grønne, med artstypiske farver på hovedet og overkroppen. Men der er fremavlet mange andre farve-mutationer.

## Rede
De bygger rigtige reder i redehuler, fx træer, tuer, bygninger mm. Redematerialet består af kviste, blade og barkstrimler. Nogle arter transporterer redematerialet under vingerne, mens andre bærer det i næbbet.

## Fangenskab
Dværgpapegøjer er nemme at holde i fangenskab. Dog er det aldrig lykkedes at holde arten grønhovedet dværgpapegøje i live i mere end et par dage, når den har været i fangenskab. Dette skyldes at den har et specielt foderbehov.

## Arterne
Slægten Agapornis omfatter 9 arter og i alt 14 underarter:
- Rosenhovedet dværgpapegøje, A. roseicollis

Den mest almindelige dværgpapegøje under beskyttede forhold. Der findes utallige mutationer af denne art. Det er en nem og ynglevillig fugl. Den kan være meget støjende og aggressiv overfor andre fugle.
- Rødhovedet dværgpapegøje, A. fischeri

Den er indenfor fugleopdræt almindelig udbredt i Danmark og er nem og ynglevillig. Den er både mindre støjende og mindre aggressiv end rosenhovedet dværgpapegøje. Der er opstået en del mutationer af denne art.
- Sorthovedet dværgpapegøje, A. personatus

Ligesom den rødhovedede dværgpapegøje er den meget almindelig udbredt i Danmark. Den er ligeledes nem og ynglevillig. Den kan være aggressiv overfor andre fugle. Også her findes en del mutationer.
- Sortkindet dværgpapegøje, A. nigrigenis

Er en relativ almindelig dværgpapegøje, der også kaldes sodbrunhovedet dværgpapegøje. Denne er også ynglevillig og har et behageligt temperament. Kan holdes sammen med andre fugle. Der er opstået enkelte mutationer indenfor denne art.
- Jordbærhovedet dværgpapegøje, A. lilianae

Knap så almindelig i Danmark. Har som den sortkindede et behageligt temperament, så den kan holdes sammen med andre fugle. Den er dog mere sart end de andre arter. Der kendes enkelte mutationer.
- Tarantadværgpapegøje, A. taranta

Ikke så almindelig og kan være svær at anskaffe. Meget stilfærdig fugl. I ynglesæsonen er den aggressiv overfor artsfæller. Kan bedre tåle kulde end de andre arter. Har den uvane at den gerne vil pille fjerene af sin partner og sine unger.
- Gråhovedet dværgpapegøje, A. canus

Ikke ret almindelig. Den er mere sky og stilfærdig end de andre arter. Kan være aggressiv overfor artsfæller, så den trives bedst i par. Ømfindtlig overfor kulde. Der findes måske en enkelt mutation.
- Orangehovedet dværgpapegøje, A. pullarius

Dette er en meget sjælden dværgpapegøje at finde under beskyttede forhold. De har nogle særlige rede- og ynglekrav, bl.a. bygger de reder i termitboer. Det er dette der gør dem svære at holde.
- Grønhovedet dværgpapegøje, A. swindernianus

Denne art findes ikke under beskyttede forhold. Det er kun lykkedes få mennesker i fuglens hjemland at holde den i live i kort tid. Ved import er der ingen der har overlevet karantæneperioden.